# Дискография Джанет Джексон
Эта статья посвящена дискографии американской поп/R&B певицы Джанет Джексон и включает информацию, касающуюся её альбомов и синглов. За свою карьеру Джанет продала более 140 миллионов своих записей по всему миру и является одиннадцатой самой успешной исполнительницей США. Она 10 раз достигала первого места в чарте Billboard Hot 100, 13 — в Hot R&B/Hip-Hop Songs и 19 — в Hot Dance Club Songs. За свою карьеру она также выпустила 25 топ-10 хитов Billboard Hot 100, 27 — Hot R&B/Hip-Hop Songs и 29 — Hot Dance Club Songs. Она — первая и единственная певица в истории, выпустившая семь топ-5 хитов с одного альбома, Janet Jackson’s Rhythm Nation 1814.
У Джанет Джексон — 26 миллионов сертифицированных альбомов в США согласно RIAA. 9 января 2010 года сингл Джексон «Make Me» достиг № 1 в чарте Hot Dance Club Songs, став её 19 хитом номер один в этом чарте (второй результат в истории чарта) и сделав её первым артистом, занимавшим первые места в чарте в каждом из последних четырех десятилетий.
Её альбомы Control, Janet Jackson's Rhythm Nation 1814 и janet. находятся в топ-100 сертифицированных альбомов согласно RIAA. Альбомы Janet Jackson's Rhythm Nation 1814 и The Velvet Rope включены в список «500 величайших альбомов всех времён по версии журнала Rolling Stone».

## Альбомы

### Студийные альбомы
| Название                                                                        | Детали                                                                     | Наивысшая позиция в чартах | Наивысшая позиция в чартах | Наивысшая позиция в чартах | Наивысшая позиция в чартах | Наивысшая позиция в чартах | Наивысшая позиция в чартах | Наивысшая позиция в чартах | Наивысшая позиция в чартах | Наивысшая позиция в чартах | Наивысшая позиция в чартах | Продажи                                                  | Сертификаты |
| Название                                                                        | Детали                                                                     | U.S.                       | AUS                        | CAN                        | FRA                        | DE                         | JPN                        | NLD                        | NZ                         | SWI                        | UK                         | Продажи                                                  | Сертификаты |
| ------------------------------------------------------------------------------- | -------------------------------------------------------------------------- | -------------------------- | -------------------------- | -------------------------- | -------------------------- | -------------------------- | -------------------------- | -------------------------- | -------------------------- | -------------------------- | -------------------------- | -------------------------------------------------------- | --- |
| Janet Jackson                                                                   | - Выпущен: 21 сентября, 1982 - Лейбл: A&M - Формат: CD, кассета, LP        | 63                         | —                          | —                          | —                          | —                          | —                          | —                          | 44                         | —                          | —                          | - US: 250,000 - US: 82,000[*]                            | |
| Dream Street                                                                    | - Выпущен: 23 октября, 1984 - Лейбл: A&M - Формат: CD, кассета, LP         | 147                        | —                          | —                          | —                          | —                          | —                          | —                          | —                          | —                          | —                          | - US: 250,000 - US: 44,000[*]                            | |
| Control                                                                         | - Выпущен: 4 февраля, 1986 - Лейбл: A&M - Формат: CD, кассета, LP          | 1                          | 25                         | 11                         | —                          | 36                         | 57                         | 7                          | 5                          | 28                         | 8                          | - Мировые: 14,000,000 - US: 5,000,000 - US: 883,000[*]   | - RIAA: 5× Платиновый - BPI: Платиновый - MC: Платиновый - RIANZ: Золотой |
| Janet Jackson’s Rhythm Nation 1814                                              | - Выпущен: 19 сентября, 1989 - Лейбл: A&M - Формат: CD, кассета, LP        | 1                          | 1                          | 5                          | —                          | 39                         | 8                          | 28                         | 9                          | 23                         | 4                          | - Мировые: 14,000,000 - US: 8,500,000 - US: 1,100,000[*] | - RIAA: 6× Платиновый - ARIA: 2× Платиновый - BPI: Платиновый - IFPI SWI:: Золотой - MC: Платиновый - RIANZ: Золотой                                                               |
| janet.                                                                          | - Выпущен: 18 мая, 1993 - Лейбл: Virgin - Формат: CD, кассета, LP          | 1                          | 1                          | 1                          | 16                         | 5                          | 5                          | 4                          | 1                          | 10                         | 1                          | - Мировые: 20,000,000 - US: 7,040,000 - US: 860,000[*]   | - RIAA: 6× Платиновый - ARIA: 2× Платиновый - BPI: 2× Платиновый - BVMI: Золотой - IFPI SWI: Золотой - MC: 3× Платиновый - SNEP: 2× Золотой - RIAJ: Платиновый - RIANZ: Платиновый |
| The Velvet Rope                                                                 | - Выпущен: 7 октября, 1997 - Лейбл: Virgin - Формат: CD, кассета, LP       | 1                          | 4                          | 2                          | 5                          | 5                          | 10                         | 3                          | 8                          | 5                          | 6                          | - Мировые: 10,000,000 - US: 3,229,000 - US: 420,000[*]   | - RIAA: 3× Платиновый - ARIA: 2× Платиновый - BPI: Платиновый - BVMI: Золотой - IFPI SWI: Платиновый - MC: 3× Платиновый - SNEP: Платиновый - RIAJ: Платиновый - RIANZ: Платиновый |
| All for You                                                                     | - Выпущен: 24 апреля, 2001 - Лейбл: Virgin - Формат: CD, кассета, LP       | 1                          | 3                          | 1                          | 2                          | 3                          | 4                          | 4                          | 6                          | 2                          | 2                          | - Мировые: 7,000,000 - US: 3,107,000 - US: 100,000[*]    | - RIAA: 2× Платиновый - ARIA: Золотой - BPI: Золотой - BVMI: Золотой - IFPI SWI: Золотой - MC: 3× Платиновый - SNEP: Золотой - RIAJ: 3× Платиновый - RIANZ: Золотой                |
| Damita Jo                                                                       | - Выпущен: 30 марта, 2004 - Лейбл: Virgin - Формат: CD, кассета, LP        | 2                          | 18                         | 7                          | 35                         | 21                         | 10                         | 23                         | 50                         | 34                         | 32                         | - Мировые: 3,000,000 - US: 1,002,000                     | - RIAA: Платиновый - BPI: Серебряный - MC: Платиновый - RIAJ: Золотой |
| 20 Y.O.                                                                         | - Выпущен: 26 сентября, 2006 - Лейбл: Virgin - Формат: CD, кассета, LP, ЦД | 2                          | 55                         | 4                          | 32                         | 46                         | 7                          | 34                         | —                          | 35                         | 63                         | - Мировые: 1,200,000 - US: 655,000                       | - RIAA: Платиновый - RIAJ: Золотой |
| Discipline                                                                      | - Выпущен: 25 февраля, 2008 - Лейбл: Island - Формат: CD, LP, ЦД           | 1                          | 16                         | 3                          | 43                         | 38                         | 9                          | 28                         | 35                         | 9                          | 63                         | - US: 449,000                                            | - RIAJ: Золотой |
| Знак «—» означает, что альбом в чарт не попал или не был выпущен в этой стране. |                                                                            |                            |                            |                            |                            |                            |                            |                            |                            |                            |                            |                                                          | |

Примечания:
- ↑  * Эти продажи были взяты с отчетов компании BMG Music Clubs, очень популярной в 1990-х и в начале 2000-х. Nielsen SoundScan и RIAA не считает эти продажи в своих сертификатах.[55][56]

### Альбомы ремиксов
| Control: The Remixes                                                            | - Выпущен: 26 января, 1987 - Лейбл: A&M - Формат: CD, кассета, LP   | —  | —  | —  | —  | 20 | - BPI: Золотой    |
| janet. Remixed                                                                  | - Выпущен: 13 марта, 1995 - Лейбл: Virgin - Формат: CD, кассета, LP | 26 | 61 | 29 | 21 | 15 | - BPI: Платиновый |
| Знак «—» означает, что альбом в чарт не попал или не был выпущен в этой стране. |                                                                     |    |    |    |    |    |                   |

### Сборники
| Название                                                                        | Детали                                                                                 | Наивысшая позиция в чартах | Наивысшая позиция в чартах | Наивысшая позиция в чартах | Наивысшая позиция в чартах | Наивысшая позиция в чартах | Наивысшая позиция в чартах | Наивысшая позиция в чартах | Наивысшая позиция в чартах | Наивысшая позиция в чартах | Наивысшая позиция в чартах | Продажи                            | Сертификаты |
| Название                                                                        | Детали                                                                                 | U.S.                       | AUS                        | CAN                        | FRA                        | GER                        | JPN                        | NLD                        | NZ                         | SWI                        | UK                         | Продажи                            | Сертификаты |
| ------------------------------------------------------------------------------- | -------------------------------------------------------------------------------------- | -------------------------- | -------------------------- | -------------------------- | -------------------------- | -------------------------- | -------------------------- | -------------------------- | -------------------------- | -------------------------- | -------------------------- | ---------------------------------- | --- |
| Design of a Decade 1986/1996                                                    | - Выпущен: 10 октября, 1995 - Лейбл: A&M - Формат: CD, кассета, LP                     | 3                          | 2                          | 5                          | 2                          | 10                         | 4                          | 8                          | 1                          | 6                          | 2                          | - US: 2,400,000 - US: 1,500,000[*] | - RIAA: 2× Платиновый - ARIA: 4× Платиновый - BPI: 2× Платиновый - BVMI: Золотой - IFPI SWI: Золотой - MC: Платиновый - RIAJ: Платиновый - RIANZ: Платиновый |
| Number Ones / The Best                                                          | - Выпущен: 17 ноября, 2009 - Лейбл: A&M, Universal Music Enterprises - Формат: CD, ЦД  | 22                         | —                          | —                          | 25                         | —                          | 20                         | —                          | —                          | —                          | 28                         |                                    | - BPI: Серебряный |
| Icon: Number Ones                                                               | - Выпущен: 31 августа, 2010 - Лейбл: A&M, Universal Music Enterprises - Формат: CD, ЦД | —                          | —                          | —                          | —                          | —                          | —                          | —                          | —                          | —                          | —                          |                                    | |
| Знак «—» означает, что альбом в чарт не попал или не был выпущен в этой стране. |                                                                                        |                            |                            |                            |                            |                            |                            |                            |                            |                            |                            |                                    | |

Примечание:
- ↑  *Эти продажи были взяты с отчетов компании BMG Music Clubs, очень популярной в 1990-х и в начале 2000-х. Nielsen SoundScan и RIAA не считает эти продажи в своих сертификатах[55].

## Синглы

### 1980-е
| Название                                        | Год  | Наивысшая позиция в чартах | Наивысшая позиция в чартах | Наивысшая позиция в чартах | Наивысшая позиция в чартах | Наивысшая позиция в чартах | Наивысшая позиция в чартах | Наивысшая позиция в чартах | Наивысшая позиция в чартах | Наивысшая позиция в чартах | Сертификаты                                                     | Альбом                             |
| Название                                        | Год  | U.S.                       | AUS                        | CAN                        | GER                        | IRL                        | NLD                        | NZ                         | SWI                        | UK                         | Сертификаты                                                     | Альбом                             |
| ----------------------------------------------- | ---- | -------------------------- | -------------------------- | -------------------------- | -------------------------- | -------------------------- | -------------------------- | -------------------------- | -------------------------- | -------------------------- | --------------------------------------------------------------- | ---------------------------------- |
| «Young Love»                                    | 1982 | 64                         | —                          | —                          | —                          | —                          | —                          | 16                         | —                          | —                          |                                                                 | Janet Jackson                      |
| «Come Give Your Love to Me»                     | 1983 | 58                         | —                          | —                          | —                          | —                          | —                          | —                          | —                          | —                          |                                                                 | Janet Jackson                      |
| «Say You Do»                                    | 1983 | —                          | —                          | —                          | —                          | —                          | —                          | —                          | —                          | —                          |                                                                 | Janet Jackson                      |
| «Love and My Best Friend»                       | 1983 | —                          | —                          | —                          | —                          | —                          | —                          | —                          | —                          | —                          |                                                                 | Janet Jackson                      |
| «Don’t Mess Up This Good Thing»                 | 1983 | —                          | —                          | —                          | —                          | —                          | —                          | —                          | —                          | —                          |                                                                 | Janet Jackson                      |
| «Don't Stand Another Chance»                    | 1984 | —                          | —                          | —                          | —                          | —                          | —                          | —                          | —                          | —                          |                                                                 | Dream Street                       |
| «Two to the Power of Love» (c Клиффом Ричардом) | 1984 | —                          | —                          | —                          | —                          | —                          | —                          | —                          | —                          | 83                         |                                                                 | Dream Street                       |
| «Fast Girls»                                    | 1984 | —                          | —                          | —                          | —                          | —                          | —                          | —                          | —                          | —                          |                                                                 | Dream Street                       |
| «Dream Street»                                  | 1984 | —                          | —                          | —                          | —                          | —                          | —                          | —                          | —                          | —                          |                                                                 | Dream Street                       |
| «Start Anew»                                    | 1985 | —                          | —                          | —                          | —                          | —                          | —                          | —                          | —                          | —                          |                                                                 | Неальбомный сингл                  |
| «What Have You Done for Me Lately»              | 1986 | 4                          | 6                          | 6                          | 8                          | 10                         | 1                          | 27                         | 9                          | 3                          | - RIAA: Золотой - ARIA: Золотой - BPI: Серебряный - MC: Золотой | Control                            |
| «Nasty»                                         | 1986 | 3                          | 17                         | 8                          | 9                          | 20                         | 5                          | 8                          | 8                          | 19                         | - RIAA: Золотой - MC: Золотой                                   | Control                            |
| «When I Think of You»                           | 1986 | 1                          | 53                         | 6                          | 36                         | 10                         | 3                          | 23                         | —                          | 10                         | - RIAA: Золотой                                                 | Control                            |
| «Control»                                       | 1986 | 5                          | 82                         | 18                         | —                          | —                          | 12                         | 16                         | —                          | 42                         | - RIAA: Золотой                                                 | Control                            |
| «Let's Wait Awhile»                             | 1987 | 2                          | 21                         | 11                         | 34                         | 4                          | 16                         | 26                         | 27                         | 3                          | - BPI Серебряный                                                | Control                            |
| «The Pleasure Principle»                        | 1987 | 14                         | 50                         | 35                         | —                          | 23                         | 15                         | 37                         | —                          | 24                         |                                                                 | Control                            |
| «Funny How Time Flies (When You’re Having Fun)» | 1987 | —                          | —                          | —                          | —                          | 24                         | —                          | —                          | —                          | 59                         |                                                                 | Control                            |
| «Miss You Much»                                 | 1989 | 1                          | 12                         | 2                          | 16                         | 22                         | 15                         | 2                          | 20                         | 22                         | - RIAA: Платиновый - MC: Золотой                                | Janet Jackson’s Rhythm Nation 1814 |
| «Rhythm Nation»                                 | 1989 | 2                          | 56                         | 6                          | 83                         | 19                         | 11                         | 17                         | 22                         | 23                         | - RIAA: Золотой                                                 | Janet Jackson’s Rhythm Nation 1814 |

### 1990-е
| Название                                                                       | Год  | Наивысшая позиция в чартах | Наивысшая позиция в чартах | Наивысшая позиция в чартах | Наивысшая позиция в чартах | Наивысшая позиция в чартах | Наивысшая позиция в чартах | Наивысшая позиция в чартах | Наивысшая позиция в чартах | Наивысшая позиция в чартах | Наивысшая позиция в чартах | Сертификаты | Альбом                             |
| Название                                                                       | Год  | U.S.                       | AUS                        | CAN                        | FRA                        | GER                        | IRL                        | NLD                        | NZ                         | SWI                        | UK                         | Сертификаты | Альбом                             |
| ------------------------------------------------------------------------------ | ---- | -------------------------- | -------------------------- | -------------------------- | -------------------------- | -------------------------- | -------------------------- | -------------------------- | -------------------------- | -------------------------- | -------------------------- | --- | ---------------------------------- |
| «Escapade»                                                                     | 1990 | 1                          | 25                         | 1                          | 23                         | 17                         | 13                         | 13                         | 15                         | —                          | 17                         | - RIAA: Золотой | Janet Jackson’s Rhythm Nation 1814 |
| «Alright» / «Alright (Remix)» (featuring Heavy D)                              | 1990 | 4                          | 100                        | 6                          | —                          | 43                         | 14                         | 35                         | 28                         | —                          | 20                         | - RIAA: Золотой | Janet Jackson’s Rhythm Nation 1814 |
| «Come Back to Me»                                                              | 1990 | 2                          | 79                         | 3                          | —                          | —                          | 21                         | —                          | —                          | —                          | 20                         | | Janet Jackson’s Rhythm Nation 1814 |
| «Black Cat»                                                                    | 1990 | 1                          | 6                          | 4                          | —                          | 34                         | 11                         | 21                         | 25                         | 10                         | 15                         | - RIAA: Золотой - ARIA: Золотой | Janet Jackson’s Rhythm Nation 1814 |
| «Love Will Never Do (Without You)»                                             | 1990 | 1                          | 14                         | 1                          | —                          | —                          | 22                         | 33                         | 27                         | —                          | 34                         | - RIAA: Золотой | Janet Jackson’s Rhythm Nation 1814 |
| «That’s the Way Love Goes»                                                     | 1993 | 1                          | 1                          | 1                          | 15                         | 9                          | 8                          | 5                          | 1                          | 11                         | 2                          | - RIAA: Платиновый - ARIA: Платиновый - BPI: Серебряный                                                                                  | janet.                             |
| «If»                                                                           | 1993 | 4                          | 18                         | 3                          | —                          | 25                         | —                          | 10                         | 8                          | 27                         | 14                         | - RIAA: Золотой | janet.                             |
| «Again»                                                                        | 1993 | 1                          | 19                         | 2                          | —                          | 29                         | 12                         | 20                         | 13                         | 20                         | 6                          | - RIAA: Платиновый | janet.                             |
| «Because of Love»                                                              | 1994 | 10                         | 25                         | 10                         | —                          | 72                         | —                          | 39                         | 23                         | —                          | 19                         | | janet.                             |
| «Any Time, Any Place»                                                          | 1994 | 2                          | 37                         | 6                          | —                          | —                          | —                          | —                          | 20                         | —                          | 13                         | - RIAA: Золотой | janet.                             |
| «You Want This» (featuring MC Lyte)                                            | 1994 | 8                          | 16                         | 15                         | —                          | 90                         | —                          | 37                         | 11                         | —                          | 14                         | - RIAA: Золотой | janet.                             |
| «Whoops Now» ^^                                                                | 1995 | —                          | 49                         | —                          | 5                          | 11                         | 16                         | 38                         | 1                          | 15                         | 9                          | - SNEP: Серебряный | janet.                             |
| «Runaway»                                                                      | 1995 | 3                          | 8                          | 1                          | 25                         | 39                         | 10                         | 32                         | 3                          | 24                         | 6                          | - RIAA: Золотой - ARIA: Золотой | Design of a Decade 1986/1996       |
| «Twenty Foreplay» ^^                                                           | 1995 | —                          | 29                         | 27                         | —                          | 74                         | —                          | 41                         | 38                         | —                          | 22                         | | Design of a Decade 1986/1996       |
| «Got ’til It’s Gone» (при участии Q-Tip и Джони Митчелл)                       | 1997 | —                          | 10                         | 19                         | 11                         | 17                         | 16                         | 6                          | 4                          | —                          | 6                          | - ARIA: Золотой - BPI: Серебряный - SNEP: Серебряный                                                                                     | The Velvet Rope                    |
| «Together Again»                                                               | 1997 | 1                          | 4                          | 2                          | 2                          | 2                          | 4                          | 1                          | 5                          | 2                          | 4                          | - RIAA: Золотой - ARIA: 2× Платиновый - BPI: Платиновый - BVMI: Платиновый - IFPI SWI: Золотой - SNEP: Платиновый - RIANZ: 2× Платиновый | The Velvet Rope                    |
| «I Get Lonely» / «I Get Lonely (Remix)» (при участии Blackstreet)              | 1998 | 3                          | 21                         | 20                         | 72                         | 75                         | —                          | 18                         | 6                          | 41                         | 5                          | - RIAA: Золотой | The Velvet Rope                    |
| «Go Deep» ^^                                                                   | 1998 | —                          | 39                         | 9                          | 22                         | 72                         | —                          | 38                         | 13                         | —                          | 13                         | | The Velvet Rope                    |
| «Every Time»                                                                   | 1998 | —                          | 52                         | —                          | 95                         | 67                         | —                          | 29                         | 34                         | —                          | 46                         | | The Velvet Rope                    |
| Знак «—» означает, что сингл в чарт не попал или не был выпущен в этой стране. |      |                            |                            |                            |                            |                            |                            |                            |                            |                            |                            | |                                    |

### 2000-е
| Название | Год  | Наивысшая позиция в чартах | Наивысшая позиция в чартах | Наивысшая позиция в чартах | Наивысшая позиция в чартах | Наивысшая позиция в чартах | Наивысшая позиция в чартах | Наивысшая позиция в чартах | Наивысшая позиция в чартах | Наивысшая позиция в чартах | Наивысшая позиция в чартах | Сертификаты                                            | Альбом      |
| Название | Год  | U.S.                       | AUS                        | CAN                        | FRA                        | GER                        | IRL                        | NLD                        | NZ                         | SWI                        | UK                         | Сертификаты                                            | Альбом      |
| --- | ---- | -------------------------- | -------------------------- | -------------------------- | -------------------------- | -------------------------- | -------------------------- | -------------------------- | -------------------------- | -------------------------- | -------------------------- | ------------------------------------------------------ | ----------- |
| «Doesn't Really Matter» | 2000 | 1                          | 28                         | 2                          | 40                         | 23                         | 21                         | 11                         | 27                         | 17                         | 5                          | - RIAA: Золотой - BPI: Серебряный                      | All for You |
| «All for You» | 2001 | 1                          | 5                          | 1                          | 3                          | 16                         | 15                         | 5                          | 2                          | 7                          | 3                          | - ARIA: Платиновый - SNEP: Платиновый - RIANZ: Золотой | All for You |
| «Someone to Call My Lover» / «Someone to Call My Lover (Remix)» (при участии Джермейна Дюпри) | 2001 | 3                          | 15                         | 9                          | 58                         | 65                         | 23                         | 28                         | 18                         | 42                         | 11                         |                                                        | All for You |
| «Son of a Gun (I Betcha Think This Song Is About You)» (с Карли Саймон при участии Мисси Эллиотт) / «Son of a Gun (I Betcha Think This Song Is About You) (Remix)» (с Карли Саймон при участии Мисси Эллиотт и P. Diddy) | 2001 | 28                         | 20                         | —                          | —                          | 69                         | 21                         | 34                         | 49                         | 56                         | 13                         |                                                        | All for You |
| «Just a Little While» ^* | 2004 | 45                         | 20                         | 3                          | 72                         | 54                         | —                          | 43                         | —                          | 37                         | 15                         |                                                        | Damita Jo   |
| «I Want You» | 2004 | 57                         | —                          | —                          | —                          | —                          | —                          | —                          | —                          | —                          | 19                         | - RIAA: Платиновый                                     | Damita Jo   |
| «All Nite (Don't Stop)»# | 2004 | —                          | 24                         | —                          | —                          | 48                         | 26                         | 35                         | 39                         | 76                         | 19                         |                                                        | Damita Jo   |
| «Call on Me» (с Nelly) | 2006 | 25                         | —                          | —                          | —                          | 45                         | —                          | —                          | —                          | —                          | 18                         |                                                        | 20 Y.O.     |
| «So Excited» (при участии Кайи) | 2006 | 90                         | —                          | —                          | —                          | —                          | —                          | —                          | —                          | —                          | —                          |                                                        | 20 Y.O.     |
| «Feedback» | 2008 | 19                         | 50                         | 3                          | 36                         | 40                         | —                          | 59                         | 17                         | 51                         | 114                        |                                                        | Discipline  |
| «Rock with U» | 2008 | —                          | —                          | —                          | —                          | —                          | —                          | —                          | —                          | —                          | —                          |                                                        | Discipline  |
| «Make Me» | 2009 | —                          | —                          | —                          | —                          | —                          | —                          | —                          | —                          | —                          | 73                         |                                                        | Number Ones |
| Знак «—» означает, что сингл в чарт не попал или не был выпущен в этой стране. |      |                            |                            |                            |                            |                            |                            |                            |                            |                            |                            |                                                        |             |

### 2010-е
| Название                                                                       | Год  | Наивысшая позиция в чартах | Наивысшая позиция в чартах | Наивысшая позиция в чартах | Наивысшая позиция в чартах | Наивысшая позиция в чартах | Наивысшая позиция в чартах | Наивысшая позиция в чартах | Наивысшая позиция в чартах | Наивысшая позиция в чартах | Наивысшая позиция в чартах | Сертификаты | Альбом            |
| Название                                                                       | Год  | U.S.                       | AUS                        | CAN                        | FRA                        | GER                        | IRL                        | NLD                        | NZ                         | SWI                        | UK                         | Сертификаты | Альбом            |
| ------------------------------------------------------------------------------ | ---- | -------------------------- | -------------------------- | -------------------------- | -------------------------- | -------------------------- | -------------------------- | -------------------------- | -------------------------- | -------------------------- | -------------------------- | ----------- | ----------------- |
| «Nothing»                                                                      | 2010 | —                          | —                          | —                          | —                          | —                          | —                          | —                          | —                          | —                          | —                          |             | Icon: Number Ones |
| «No Sleeep»                                                                    | 2015 | 63                         | —                          | —                          | —                          | —                          | —                          | —                          | —                          | —                          | —                          |             | Unbreakable       |
| Знак «—» означает, что сингл в чарт не попал или не был выпущен в этой стране. |      |                            |                            |                            |                            |                            |                            |                            |                            |                            |                            |             |                   |

### Совместные проекты и участия
| Название | Год  | Наивысшая позиция в чартах | Наивысшая позиция в чартах | Наивысшая позиция в чартах | Наивысшая позиция в чартах | Наивысшая позиция в чартах | Наивысшая позиция в чартах | Наивысшая позиция в чартах | Наивысшая позиция в чартах | Наивысшая позиция в чартах | Наивысшая позиция в чартах | Сертификаты                          | Альбом                                      |
| Название | Год  | U.S.                       | AUS                        | CAN                        | FRA                        | GER                        | IRL                        | NLD                        | NZ                         | SWI                        | UK                         | Сертификаты                          | Альбом                                      |
| --- | ---- | -------------------------- | -------------------------- | -------------------------- | -------------------------- | -------------------------- | -------------------------- | -------------------------- | -------------------------- | -------------------------- | -------------------------- | ------------------------------------ | ------------------------------------------- |
| «Diamonds»^^^ (Герб Алперт при участии Джанет Джексон и Лизы Кит)                                                  | 1987 | 5                          | 47                         | 11                         | —                          | 15                         | —                          | 4                          | 31                         | —                          | 27                         |                                      | Keep Your Eye on Me                         |
| «Making Love in the Rain»^^^ (Герб Алперт при участии Лизы Кит и Джанет Джексон)                                   | 1987 | 35                         | —                          | —                          | —                          | —                          | —                          | —                          | —                          | —                          | —                          |                                      | Keep Your Eye on Me                         |
| «2300 Jackson Street» (The Jacksons при участии Майкла Джексона, Джанет Джексон, Рэбби Джексон и Марлона Джексона) | 1989 | —                          | —                          | —                          | —                          | —                          | —                          | 39                         | —                          | —                          | 76                         |                                      | 2300 Jackson Street                         |
| «The Best Things in Life Are Free» (с Лютером Вандроссом при участии группы Bell Biv DeVoe и Ральфа Трэзванта)     | 1992 | 10                         | 2                          | 8                          | —                          | 8                          | 6                          | 24                         | 6                          | 32                         | 2                          | - ARIA: Платиновый - BPI: Серебряный | Mo' Money (soundtrack)                      |
| «Scream» (с Майклом Джексоном)                                                                                     | 1995 | 5                          | 2                          | 12                         | 4                          | 8                          | 6                          | 3                          | 1                          | 3                          | 3                          | - RIAA: Платиновый - ARIA: Золотой   | HIStory: Past, Present and Future, Book I   |
| «Luv Me, Luv Me» (Шэгги при участии Джанет Джексон)                                                                | 1998 | 76                         | —                          | —                          | —                          | —                          | —                          | —                          | —                          | —                          | —                          |                                      | How Stella Got Her Groove Back (soundtrack) |
| «What's It Gonna Be?!» (Баста Раймс при участии Джанет Джексон)                                                    | 1999 | 3                          | —                          | —                          | —                          | 42                         | —                          | —                          | 7                          | 41                         | 6                          | - RIAA: Золотой                      | Extinction Level Event                      |
| «Girlfriend/Boyfriend» (c Blackstreet при участии Ив и Джа Рула)                                                   | 1999 | 47                         | 16                         | 23                         | 71                         | 98                         | —                          | —                          | —                          | —                          | 11                         |                                      | Finally                                     |
| «Feel It Boy» (Beenie Man при участии Джанет Джексон)                                                              | 2002 | 28                         | 18                         | 15                         | —                          | 72                         | —                          | —                          | 12                         | 40                         | 9                          | - ARIA: Gold                         | Tropical Storm                              |
| «Don’t Worry» (Chingy при участии Джанет Джексон)                                                                  | 2005 | —                          | —                          | —                          | —                          | —                          | —                          | —                          | —                          | —                          | —                          |                                      | Powerballin'                                |
| «We Are the World 25 for Haiti» (как Artists for Haiti)                                                            | 2010 | 2                          | 18                         | 7                          | —                          | —                          | —                          | —                          | 8                          | —                          | 50                         |                                      | Неальбомный сингл                           |
| Знак «—» означает, что сингл в чарт не попал или не был выпущен в этой стране.                                     |      |                            |                            |                            |                            |                            |                            |                            |                            |                            |                            |                                      |                                             |

### Промо/радио синглы
| 1991                                          | «State of the World» ^^ | — | —  | 94 | Janet Jackson’s Rhythm Nation 1814 |
| 1994                                          | «Throb» ^^              | — | —  | —  | janet.                             |
| 1995                                          | «What’ll I Do»          | — | —  | 14 | janet.                             |
| 1998                                          | «You»                   | — | —  | —  | The Velvet Rope                    |
| 1999                                          | «Ask for More»          | — | —  | —  | Non-album single                   |
| 2002                                          | «Come On Get Up»        | — | —  | —  | All for You                        |
| 2003                                          | «Megamix 04»            | 3 | —  | —  | Non-album single                   |
| 2004                                          | «R&B Junkie»            | — | —  | —  | Damita Jo                          |
| 2006                                          | «Enjoy»                 | — | —  | —  | 20 Y.O.                            |
| 2007                                          | «With U»                | — | 65 | —  | 20 Y.O.                            |
| 2008                                          | «Luv»                   | — | 45 | —  | Discipline                         |
| 2008                                          | «Can't B Good»          | — | 76 | —  | Discipline                         |
| Знак «—» означает, что сингл в чарт не попал. |                         |   |    |    |                                    |

Сноски
- ^^ = Не выпущены для продаж в США/синглы только для американских радиостанций. До конца 1998 года, синглы, выпущенные только для радиостанций, без коммерческого релиза, не могли попасть в основной чарт Hot 100.
- ^^^ = несмотря на то, что Джексон исполняет вокал на «Diamonds», Billboard засчитал песню как сингл Герба Алперта, и песню не относят к показателям Джанет в Hot 100, однако засчитывают первое место в R&B-чарте. Таким же образом, «Making Love in the Rain» с Джексон на бэк-вокале не приводят в общих чартовых статистиках.
- ^* = «Just a Little While» пять недель занимала первое место в японском радио-чарте Japan’s J-Wave Tokio Hot 100.
- # = «All Nite (Don’t Stop)» в Британии был выпущен как двойной А-сторонний сингл с «I Want You».
- Сингл «Love and My Best Friend» был выпущен только в Бразилии, а «Ask for More» – как эксклюзивный сингл для Пепси. Они, однако, не попали в чарты.

## Видео

### Концертные записи
| Год  | Название                                                                                               | Информация                                                       | Сертификаты                                            |
| ---- | --- | ---------------------------------------------------------------- | ------------------------------------------------------ |
| 2001 | The Velvet Rope Tour – Live in Concert - Лейбл: Eagle Rock Entertainment - Формат: VHS, Laserdisc, DVD | Записан в Madison Square Garden, Нью-Йорк, 11 октября 1998 года. | - RIAA: Платиновый - ARIA: Платиновый                  |
| 2002 | Live in Hawaii - Лейбл: Warner Bros - Формат: DVD                                                      | Записан на стадионе Aloha, Гавайи, 16 февраля 2002 года.         | - RIAA: Платиновый - ARIA: Платиновый - MC: Платиновый |

### Видео-сборники
| Год  | Название                                                                         | Информация                       | Сертификаты           |
| ---- | -------------------------------------------------------------------------------- | -------------------------------- | --------------------- |
| 1986 | Control — The Videos - Лейбл: A&M Records - Формат: VHS, Laserdisc               | Видео-компиляция за 1986 год     | - RIAA: Платиновый    |
| 1987 | Control — The Videos Part II - Лейбл: A&M Records - Формат: VHS, Laserdisc       | Видео-компиляция за 1986—1987    | - RIAA: Золотой       |
| 1989 | Janet Jackson’s Rhythm Nation 1814 - Лейбл: A&M Records - Формат: VHS, Laserdisc | Короткометражный фильм 1989 года | - RIAA: 2× Платиновый |
| 1990 | The Rhythm Nation Compilation - Лейбл: A&M Records - Формат: VHS, Laserdisc      | Видео-компиляция за 1989—1990    | - RIAA: Платиновый    |
| 1994 | Janet - Лейбл: Virgin - Формат: VHS, Laserdisc                                   | Видео-компиляция за 1993—1994    | - RIAA: Золотой       |
| 1995 | Design of a Decade 1986/1996 - Лейбл: A&M Records - Формат: DVD, VHS, Laserdisc  | Видео-компиляция за 1986—1996    | - RIAA: Золотой       |
| 2001 | All for You (DVD edition) - Лейбл: Virgin - Формат: DVD                          | Видео-компиляция за 1993—2001    |                       |
| 2004 | From Janet to Damita Jo: The Videos - Лейбл: Virgin - Формат: DVD                | Видео-компиляция за 1993—2004    |                       |